# 兵庫県立村岡高等学校
兵庫県立村岡高等学校（ひょうごけんりつ むらおかこうとうがっこう）は、兵庫県美方郡香美町にある公立の高等学校である。略称は村高（）。

## 教育
- 地域の自然、文化、特色あるアウトドアスポーツ等に興味があり、それらを活用した地域活性化策の探求学習に関心のある生徒を対象に、「地域アウトドアスポーツ類型」を設ける。その中で、大学進学を目標とする「地域創造系」と、技術・資格の習得を目指す「アウトドアスポーツ系」に分かれる。類型に所属する生徒は一般の生徒より単位が1つ多くなる。
- 1年生は「地域学入門」が必修。2,3年生は地域創造系では「地域探求」、アウトドアスポーツ系では「スポーツ実践」「地域スポーツ」など特色ある科目が並ぶ。
- 兵庫県北部の豪雪地帯という地理条件を生かし、冬季には体育の授業にクロスカントリーの実習を取り入れている。
- 過疎化と高齢化が進行している地域の背景を踏まえ、独居老人・老人福祉施設への訪問、冬季の地域施設や独居老人宅での除雪作業、地域の清掃など、地域密着型のボランティア活動に力を入れている。

## 沿革
- 1949年4月 - 兵庫県立農蚕高等学校村岡分校として開校、当初は定時制
- 1949年7月 - 兵庫県立八鹿高等学校村岡分校と改称
- 1960年4月 - 全日制に転換
- 1962年4月 - 現校名として、兵庫県立八鹿高等学校から独立
- 2011年4月 - 地域創造類型設立
- 2014年4月 - 地域創造類型を地域アウトドアスポーツ類型に改編「地域創造系」「アウトドアスポーツ系」に分ける

## 進学連携校方式
第5学区の進学連携校方式により、村岡、小代、関宮学園の3校が連携中学校とされ、普通科一般入試では3校以外からの合格者数は募集定員の18%以内に限られる。なお地域アウトドアスポーツ類型に係る特色選抜入試では進学連携校方式を採用せず、全国から出願可能である。

## 交通
- JR山陰本線 八鹿駅から全但バス殿町・湯村温泉・秋岡方面行に乗車、「福西」バス停下車、徒歩約10分。時間帯によっては村岡高校前がある。徒歩約7分。
- 北近畿豊岡自動車道八鹿氷ノ山インターチェンジから車で国道9号を西へ約30分